# Bandera rota
Bandera rota és una pel·lícula mexicana de Gabriel Retes, basada en l'argument d'ell mateix, i adaptada per Ignacio Retes, la qual es va estrenar en 1979. Aquesta a més és una producció de tipus cooperativa.

## Sinopsi
En realitzar una pel·lícula amateur, uns joves filmen per accident l'assassinat de dona. El poderós industrial Iriarte suposa que la seva esposa va ser segrestada per un grup terrorista. Es descobreix el cadàver i el lloc on la dona es reunia amb el seu amant. Per a evitar escàndols Iriarte inventa que la va segrestar l'organització Bandera Rota. Els cineastes s'assabenten que l'assassí és Arispe, director d'un complex industrial, i li exigeixen millores per als obrers. Arispe ha d'acceptar però forma un grup d'assassins professionals. Tot va bé fins que un dels cineastes demana diners a l'industrial. En recollir-lo cau en un parany i és torturat perquè delati als seus companys. Els assassins capturen la resta dels cineastes i els maten. Ells s'havien previngut i la pel·lícula arriba a les mans de Iriarte. De nou per a evitar escàndol, perquè Iriarte és soci de Arispe, tots dos acorden callar tot. No obstant això, una altra còpia de la pel·lícula arriba a les mans d'un altre grup de cineastes amateurs, que també tracten d'extorquir a l'industrial assassí.

## Repartiment
- Manolo Fábregas
- Aarón Hernán
- Tina Romero
- Jorge Humberto Robles
- Gabriel Retes
- Ignacio Retes
- Jorge Santoyo
- Abel Woolrich
- Ana Luisa Peluffo
- Luis Eduardo Curiel
- Fernando Balzaretti
- Yogi Rouge
- Cristina Baker
- Mario Casillas
- Enrique Ontiveros
- Juan Ángel Martínez
- Gonzalo Mora
- Elpidia Carrillo[2]
- Sergio Téllez

## Recepció
Principalment les crítiques a aquesta pel·lícula es van gestar entorn de la mena de producció, cooperativa, amb la qual es va realitzar. Però també, molt del que es va dir d'aquest film és entorn a la mena de públic que observa aquest tipus de pel·lícules.
També, la pel·lícula va ser presentada a l'11è Festival Internacional de Cinema de Moscou, on va ser ben rebuda.